# Yves Vanderhaeghe
Yves Vanderhaeghe (* 30. Januar 1970 in Roeselare) ist ein ehemaliger belgischer Fußballspieler und aktueller -trainer.

## Leben
Vanderhaeghe spielte in der Jugend beim KFC Roeselare und wechselte als 16-Jähriger zu Cercle Brügge, wo er vorwiegend im Nachwuchs eingesetzt wurde, aber auch zu einem Spiel in der Pro League kam. 1988 kehre er wieder zum KFC Roeselare zurück, wobei er regelmäßig in der dritten Liga auflief. 1992 wechselte er in die zweite Liga zu Excelsior Mouscron. 
1994 wechselte Vanderhaeghe zu Eendracht Aalst, die gerade in die erste Liga aufgestiegen waren. Hier war er auf Anhieb Stammspieler. Im Januar 1998 kehrte er zu Excelsior Mouscron zurück, die mittlerweile auch in der ersten Liga spielten. 2000 stand er mit dem Verein im Finale des belgischen Ligapokals, das jedoch im Elfmeterschießen gegen den RSC Anderlecht verloren ging.
Im Frühjahr 2001 verließ Vanderhaeghe Excelsior und schloss sich dem RSC Anderlecht an. Mit dem Verein wurde er drei Mal belgischer Meister. Im Herbst 2006 verkündete der Klub, dass er nicht mehr mit ihm plane und dass er sich einen neuen Verein suchen könne. Daraufhin erhielt er Angebote seiner alten Klubs und Vanderhaeghe kehrte zu seinem Jugendverein KSV Roeselare zurück. Er beendet dort im Juni 2008 seine Karriere.
Nach seinem Karriereende als Aktiver wurde er gleich ab 2008 als Co-Trainer von KV Kortrijk eingestellt und stieg im Juli 2014 zu dessen Cheftrainer auf.
Von Oktober 2017 bis Oktober 2018 war er Trainer des KAA Gent. Am 15. November 2018 kehrte er als Cheftrainer zum KV Kortrijk zurück. Ende Januar 2021 wurde er von Kortrijk entlassen. Nur drei Tage später erhielt er beim Ligakonkurrenten Cercle Brügge einen unbefristeten Vertrag. Nachdem Ende November 2021 der Verein auf dem Relegationsplatz mit vier Punkten Rückstand auf den nächsthöheren Tabellenplatz stand, wurde Vanderhaeghe als Trainer entlassen.
Zwischen 1999 und 2005 war Vanderhaeghe belgischer Nationalspieler. In 48 Länderspielen gelangen ihm zwei Tore. Er gehörte dem Kader bei der Weltmeisterschaft 2002 an.

## Erfolge
- Belgischer Meister: 2001, 2004, 2006